# Java Development Tools

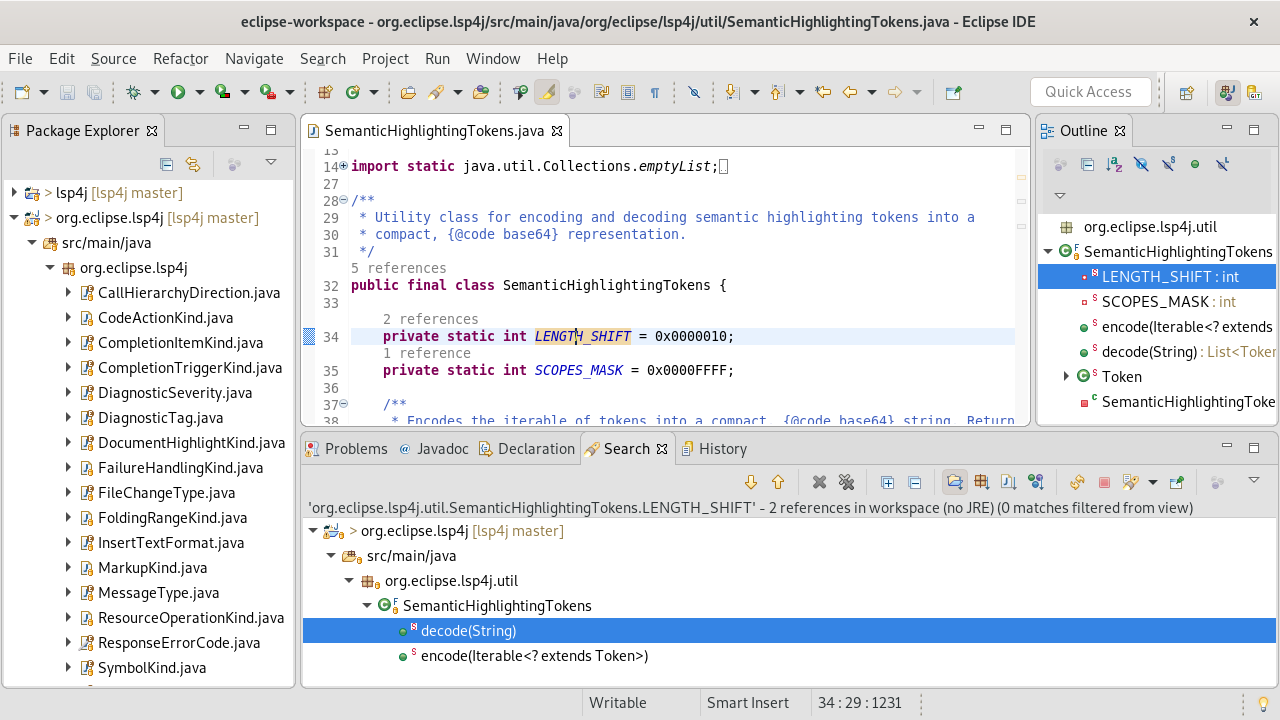
Eclipse JDT unter Linux

Die Java Development Tools (JDT) sind eine Reihe von Plug-ins für die Integrierte Entwicklungsumgebung Eclipse und werden unter der Schirmherrschaft der Eclipse Foundation entwickelt. Sie sind Teil des simultanen Veröffentlichungszyklus. Sie stellen die Entwicklungsumgebung für Java dar und sind somit eines der wichtigsten Plug-ins in Eclipse. Mit Views, Editoren, Wizards, Buildern, sowie Code Merging und Refactoring Tools, stellen die JDT zahlreiche Funktionen zur Verfügung, die den Entwickler bei der Erstellung von Java-Anwendungen unterstützen. Über eine umfassend definierte Programmierschnittstelle ist es möglich, die JDT in anderen Eclipse-Plug-ins zu verwenden oder zu erweitern.

## Struktur
JDT ist in fünf Sub-Komponenten unterteilt, welche jeweils als eigenes Projekt organisiert sind.
JDT CoreKernfunktionalität wie inkrementelle Kompilierung
JDT TextStandardwerkzeuge für die Bearbeitung von Quelltext, Editoren
JDT DebugWerkzeuge für das Debugging laufender Programme
JDT UIgrafikorientierte Werkzeuge wie Baumsichten und Wizards
JDT APTWerkzeuge zur Unterstützung von Annotations